# カルパティア国立自然公園
カルパティア国立自然公園 (ウクライナ語: Карпатський національний природний парк) はウクライナのイヴァーノ＝フランキーウシク州に位置する国立公園。

## 概要
この公園は1980年6月1日にカルパティア山脈地域の保護を目的として設立された。この公園の管理事務所はヤレムチェに存在する。
カルパティア国立自然公園はウクライナにおいて最初の国立公園であるとともに、同国において最も大きい国立公園の一つである。
領域はイヴァーノ＝フランキーウシク州南西のナドヴィールナ地区とヴェルホヴィナ地区に跨り、ザカルパッチャ州との州境に面している。
面積は515.7平方キロメートル (199.1 sq mi)となり、周囲の3,834平方キロメートル (1,480 sq mi)の地域ではあらゆる経済活動が制限されている。 
公園はウクライナのカルパティア山脈でも標高の高い地域に位置し、東側斜面はプルト川及び黒チェレモシュ川の流域となっている。
プルト川の源ともなるウクライナで最も標高が高いホヴェールラ山 (2,061メートル (6,762 ft))は公園の端に位置し、公園内の最も標高の低い地点は標高500メートル (1,600 ft)である。
1921年、ウクライナのカルパティア山脈の最も標高が高い地域に4.47平方キロメートル (1.73 sq mi)の自然保護区が設けられた。
1968年、新たに作られたカルパティア生物圏保存地域に組み入れられた。
カルパティア国立自然公園は、1980年にウクライナ・ソビエト社会主義共和国の閣僚議会により設立された。
これには前述のカルパティア生物圏保存地域とされたうちの半分が含まれていた。
この公園は環境・天然資源省に属し、独立運営されている。
この公園では高山草地と森林が望める。
最もみられる3種の樹木はヨーロッパモミ、ヨーロッパブナ、トウヒである。
園内には、ウクライナのカルパティア山脈において最も全高の高い一本滝のフック滝 (84メートル (276 ft))がある。また、2つの氷河湖が存在する。
カルパティア国立自然公園の地域は歴史的にはフツル人の居住地であり、歴史的な木造建築物などのいくつかの歴史的モニュメントや建築物がこの公園に存在する。これらは観光の為にアクティビティとして利用され、2012年現在には、整備された48の遊歩道が存在する。